# Richard Dean Anderson
Richard Dean Anderson (ur. 23 stycznia 1950 w Minneapolis) – amerykański aktor i producent telewizyjny i filmowy. Najbardziej znany z tytułowej roli jako MacGyver, a także z roli Jacka O’Neilla w serialu Gwiezdne wrota, w którym za rolę przedstawiającą USAF w dobrym świetle oraz produkcję serialu otrzymał honorowy tytuł generała brygady sił powietrznych.

## Życiorys

### Wczesne lata
Urodził się w Minneapolis w stanie Minnesota jako najstarszy z czterech synów. Jego ojciec, Stuart Jay Anderson (1923-2003), uczył angielskiego, sztuk teatralnych i pięknych w miejscowym liceum i był znanym basistą jazzowym. Jego matka Jocelyn Rhae Carter była artystką, uzdolnioną do malarstwa i rzeźby. Wraz z młodszymi braćmi, Jeffreyem Scottem, Thomasem Johnem i Jamesem Stuartem, wychował się na przedmieściach Minneapolis, w Roseville, gdzie uczęszczał do Alexander Ramsey High School i zainteresował się sportem, sztuką, muzyką i aktorstwem.
Marzył, by zostać zawodowym hokeistą. Ale kiedy miał 16 lat, w przeciągu zaledwie trzech tygodni podczas szkolnych meczów hokejowych złamał oba ramiona w kilku wypadkach. Odłożył na bok marzenia o zawodowstwie, nigdy jednak nie porzucił sportu. W wieku 17 lat odbył 5641 milową podróż na rowerze z Minnesoty przez Kanadę i Alaskę.
Studiował na wydziale teatralnym na St. Cloud State University i na Uniwersytecie Ohio, jednak studiów nie ukończył. Podróże wkrótce zaniosły go do Nowego Jorku. Spędził trochę czasu w Haight-Ashbury, dzielnicy San Francisco, podczas rewolucji kulturalnej wczesnych lat 70., zanim ostatecznie osiadł w Los Angeles. Tu pracował jako mim i żongler oraz jako śpiewak-błazen w kabarecie w renesansowym stylu. Pracował też w Marineland Pacific, gdzie wymyślał, reżyserował i grał w przedstawieniach z ssakami. Do jego obowiązków należało między innymi trzymanie ryby w zębach, a orki miały tę rybę złapać. Pojawiał się w sztukach i teatrze, otrzymał rolę w Superman in the Bones w Pilgrimage Theatre (Teatrze Pielgrzymów) w Los Angeles. W tym czasie również śpiewał i grał na gitarze w swoim własnym zespole rockowym „Ricky Dean and Dante”.

### Kariera

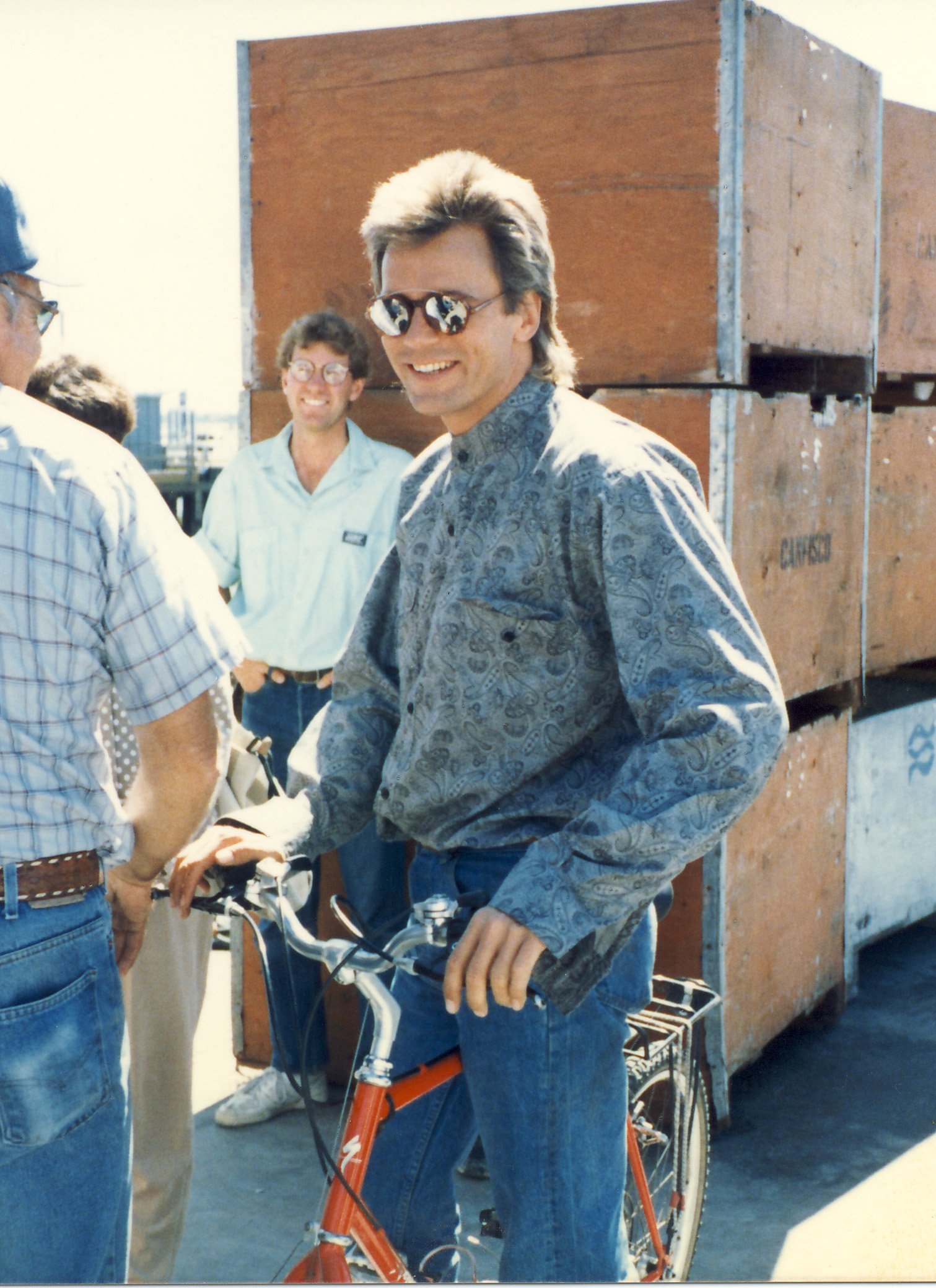
Richard Dean Anderson jako MacGyver (1985)

Zwrócił na siebie uwagę jako dr Jeff Webber w popularnej operze mydlanej ABC Szpital miejski (General Hospital, 1976-81). Po pięciu sezonach opuścił ekipę serialu, by spróbować szczęścia w telewizji w godzinach szczytu. Trafił do obsady dwóch krótkotrwałych telewizyjnych seriali CBS: Siedem narzeczonych dla siedmiu braci (Seven Brides for Seven Brothers, 1982–83) jako Adam McFadden, najstarszy z braci i Emerald Point N.A.S. (1983-84) jako pilot samolotu marynarki Simon Adams. Pojawiał się też często gościnnie w innych serialach, w tym ABC Statek miłości (The Love Boat, 1982) jako Carter Randall.
W roku 1985 został wybrany do roli MacGyvera. Został wezwany na rozmowę i poproszony o przeczytanie nieznanego mu scenariusza. Będąc dalekowidzem, zapytał, czy może włożyć okulary do czytania. Ten zwykły czyn przekonał producentów, że to właśnie ten człowiek zostanie ich bohaterem. Przez siedem sezonów na ABC występował jako sprytny i wynalazczy bohater unikający przemocy, który rozwiązywał problemy na swój własny niezwykły sposób.
W dramacie telewizyjnym ABC Zwyczajni bohaterowie (Ordinary Heroes, 1986) zagrał żołnierza Tony’ego Kaisera, który w 1971 roku zostaje wezwany do wojska i jedzie do Wietnamu, gdzie został oślepiony na trzy dni przed powrotem do domu i próbuje odbudować życie przy boku dawnej przyjaciółki (Valerie Bertinelli). W telewizyjnym dramacie CBS W oczach nieznajomego (In the Eyes of a Stranger, 1992) z Justine Bateman wystąpił w roli pozbawionego ideałów policjanta Jacka Rourke, a telewizyjnym dreszczowcu CBS Oczami mordercy (Through the Eyes of Killer, 1992) z Tippi Hedren i Joe Pantoliano zagrał psychopatę ścigającego Laurie Fisher (Marg Helgenberger). Jego mroczna gra znęcającego się męża w telewizyjnym dreszczowcu CBS W pułapce namiętności (Beyond Betrayal, 1994) z Susan Dey skłoniła tygodnik „Variety” do następującej uwagi: Richard Dean Anderson gra w tak mroczny sposób, że zakamarki duszy jego bohatera mogłyby być bestsellerami na Halloween. Z kolei w dramacie Past the Bleachers (1995) odtwarzał rolę ojca przygnębionego po śmierci syna.
Po zakończeniu serialu MacGyver, Richard i jego przyjaciel, Michael Greenburg, podpisali kontrakt z Paramount Pictures, który orzekał, że założona przez nich spółka Gekko Film Corporation będzie produkować filmy i seriale dla telewizji. Pierwszym ich projektem była kontynuacja MacGyvera, gdzie Anderson był i aktorem i producentem. Były to dwa osobne filmy, oba kręcone w Londynie, a ich premiera odbyła się w 1994, i przyjęta została przez krytykę z uznaniem. Kolejnym projektem był serial telewizyjny dla telewizji UPN Legend (1995), gdzie sportretował Enersta Pratta, pisarza krótkich opowiadań, który wchodzi w świat swojego literackiego bohatera, Nicodemusa Legenda, w lekkiej mieszance westernu i science fiction.
Następnie Anderson podpisał kontrakt z telewizją CBS i nakręcił odcinek pilotażowy nowego serialu jako telewizyjny dramat filmowy Polowanie na strażaków (Firehouse, 1997) grając postać Michaela Brooksa, jednak nikt nie był zainteresowany jego kontynuacją. Potem pojawił się w miniserialu NBC Zegar Pandory (Pandora’s Clock, 1996), która zdobyła uznanie krytyki i była ważnym sukcesem dla sieci NBC. Richard podpisał kontrakt z Metro-Goldwyn-Mayer/United Artists i telewizją Showtime, by zagrać w serialu science-fiction Stargate SG-1, który powstał na podstawie filmu z 1994 roku. Produkcja tego serialu rozpoczęła się w lutym 1997, a premiera odbyła się 27 lipca 1997. Serial był kręcony w Kolumbii Brytyjskiej w Vancouver. Pierwotnie miał być znacznie krótszy, ale okazał się tak dużym sukcesem, że kontynuowano go przez 10 lat, do 2007 roku.

## Życie prywatne
Spotykał się z Justine Bateman, Deidre Hall (1979), Selą Ward (1983-86), Teri Hatcher (1985-88), Marlee Matlin (1988), Katariną Witt (w marcu 1992), Lisą Marie (1993) i Larą Flynn Boyle (1995). W latach 1996–2002 jego partnerką życiową była Apryl Prose, z którą ma córkę Wylie Quinn Annarose (ur. 2 sierpnia 1998).

## Filmografia

### Seriale TV
- 1976–1980: Szpital miejski jako dr Jeff Webber
- 1982: Statek miłości jako Carter Randall
- 1982–1983: Seven Brides for Seven Brothers jako Adam McFadden
- 1983–1984: Emerald Point N.A.S. jako porucznik Simon Adams
- 1985–1992: MacGyver jako Angus MacGyver
- 1995: Legend jako Ernest Pratt / Nicodemus Legend
- 1996: Zegar Pandory (Doomsday Virus) jako James Holland
- 1997: Gwiezdne wrota: Dzieci bogów jako pułkownik Jack O’Neill
- 1997–2007: Stargate SG-1 jako pułkownik/generał Jack O’Neill
- 2004–2007: Gwiezdne wrota: Atlantyda jako generał Jack O’Neill
- 2006: Simpsonowie w roli samego siebie (głos)
- 2009: Saturday Night Live jako MacGyver
- 2009–2010: Gwiezdne wrota: Wszechświat (Stargate: Universe) jako generał Jack O’Neill
- 2011: Paragraf Kate jako David Smith
- 2013: Nie zadzieraj z zołzą spod 23 w roli samego siebie

### Filmy
- 1982: Zakochani młodzi lekarze jako handlarz narkotykami
- 1986: Odd Jobs jako Spud
- 1986: Zwyczajni bohaterowie (Ordinary Heroes, TV) jako Tony Kaiser
- 1992: Oczami mordercy (Through the Eyes of a Killer, TV) jako Ray Bellano
- 1992: In the Eyes of a Stranger jako Jack Rourke
- 1994: MacGyver: Zaginiony skarb Atlantydy (MacGyver: Lost Treasure of Atlantis, TV) jako Angus MacGyver
- 1994: MacGyver: Ku zagładzie świata (MacGyver: Trail to Doomsday, TV) jako Angus MacGyver
- 1994: W pułapce namiętności (Beyond betrayal, TV) jako Bradley Matthews
- 1995: Past the Bleachers (TV) jako Bill Parish
- 1997: Polowanie na strażaków (Firehouse, TV) jako porucznik Michael Brooks
- 2008: Gwiezdne wrota: Continuum (Stargate: Continuum) jako generał Jack O’Neill

### Gry komputerowe
- 1997: Fallout jako Killian Darkwater (głos)